# Membranaria ceylonica
Membranaria ceylonica är en insektsart som först beskrevs av Green 1922.  Membranaria ceylonica ingår i släktet Membranaria och familjen skålsköldlöss. Inga underarter finns listade i Catalogue of Life.